# Joachim von Tresckow
Joachim Adam Otto von Tresckow (* 20. Juni 1894 in Danzig-Langfuhr; † 3. November 1958 in Bückeburg) war ein deutscher Generalleutnant im Zweiten Weltkrieg.

## Leben
Tresckow kämpfte als Offizier im Ersten Weltkrieg, wurde mehrfach verwundet und mit beiden Klassen des Eisernen Kreuzes sowie dem Verwundetenabzeichen in Silber ausgezeichnet. In der Wehrmacht führte er im Zweiten Weltkrieg unter anderem als Kommandeur die 328. Infanterie-Division bis zu ihrer Auflösung am 2. November 1943 an der Ostfront sowie die 18. Luftwaffen-Felddivision an der Deutschen Westfront 1944/1945. 1944 wurde er mit der stellvertretenden Führung vom XXX. Armeekorps beauftragt und in den letzten Kriegsmonaten 1945 wurde Generalleutnant von Tresckow mit der stellvertretenden Führung vom LIX. Armeekorps beauftragt.

## Auszeichnungen
- Deutsches Kreuz in Gold am 15. Dezember 1941
- Ritterkreuz des Eisernen Kreuzes am 19. September 1944[1][2]